# マッケイ (小惑星)
マッケイ (5382 McKay) は、小惑星帯の小惑星の一つ。ロバート・マックノートがオーストラリアのサイディング・スプリング天文台で発見した。
アメリカ航空宇宙局 (NASA) のエイムズ研究センターに所属する宇宙科学者のクリストファー・マッケイに因んで名付けられた。